# Stykkishólmur

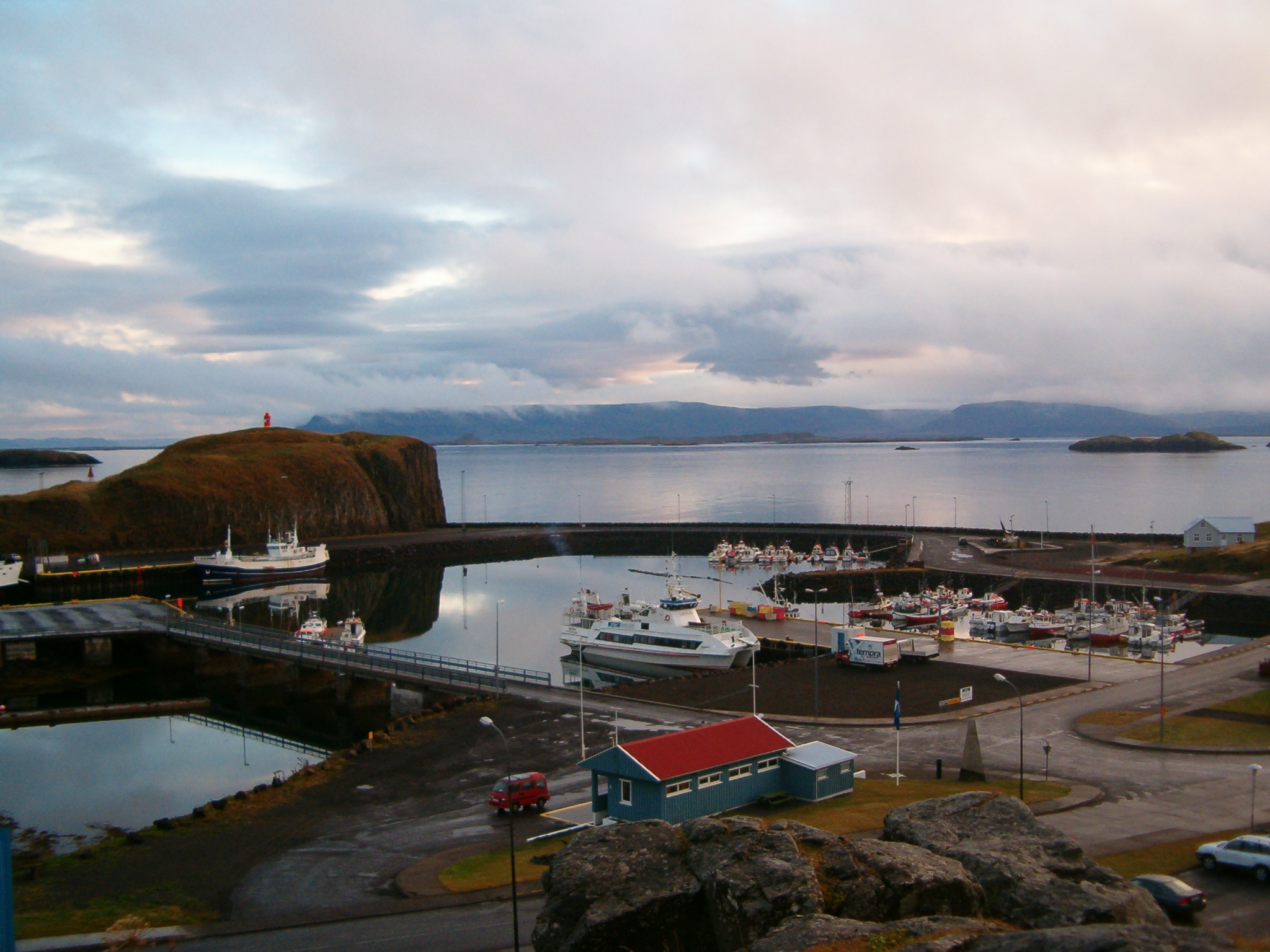
Stykkishólmur.

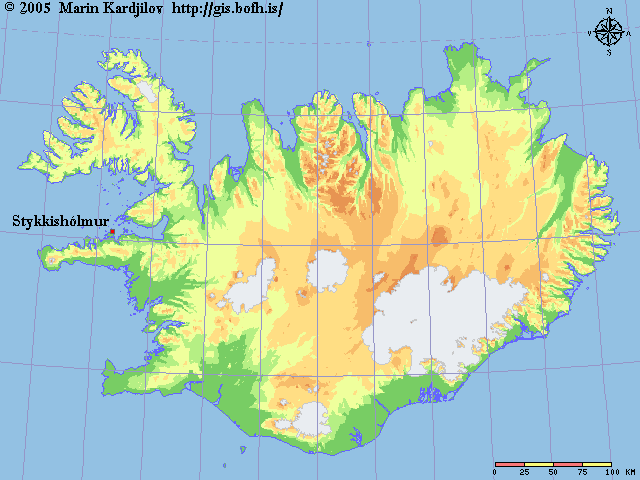
Stykkishólmur på västra Island.

Stykkishólmur är ett samhälle på västra Island. Det har 1 208 invånare 2022 och en areal på 0.9557 km².
Stykkishólmur ligger vid Breiðafjörður på halvön Snæfellsnes nordkust. Landets äldsta meteorologiska station, som upprättades 1845, finns i Stykkishólmur.

## Färjeförbindelse
Frå Stykkishólmur finns en daglig färjeförbindelse över Breiðafjörður till Brjánslækur med färjan Baldur.

## Historia
Stykkishólmurs historia börjar med dess naturliga hamn. Platsen blev viktig för handeln tidigt i Islands historia. Den första handelsplatsen i Stykkishólmur uppstod vid mitten av 1500-talet, redan innan Danmark införde det dansk-isländska handelsmonopolet (1602 – 1787). Sedan den tiden har handel varit av stor betydelse för bosättningens historia. År 1828 byggde Árni Thorlacius ett stort hus för sitt hem och sina företag, Norska huset. Det har senare renoverats och inrymmer det lokala museet.